# Eddie Gladden
Eddie Gladden (6. prosince 1937 – 30. září 2003) byl americký jazzový bubeník. Narodil se v Newarku v New Jersey a na bicí hrál již od dětství. V roce 1972 vystupoval se saxofonistou Jamesem Moodym. V roce 1977 zahájil spolupráci s Dexterem Gordonem, která trvala řadu let. Během své kariéry spolupracoval s mnoha dalšími hudebníky, mezi něž patří například Buddy Terry, Mickey Tucker, John Stubblefield, Clifford Jordan a Larry Young.